# Conalia
Conalia is een geslacht van kevers uit de familie spartelkevers (Mordellidae).
Het geslacht is voor het eerst wetenschappelijk beschreven in 1858 door Mulsant & Rey.

## Soorten
Het geslacht omvat de volgende soorten:
- Conalia baudii Mulsant & Rey, 1858
- Conalia helva (LeConte, 1862)
- Conalia melanops Ray, 1946